# (12729) Berger
(12729) Berger est un astéroïde de la ceinture principale.

## Description
(12729) Berger est un astéroïde de la ceinture principale. Il fut découvert le 13 septembre 1991 à Tautenburg par Freimut Börngen et Lutz Dieter Schmadel. Il présente une orbite caractérisée par un demi-grand axe de 2,41 UA, une excentricité de 0,04 et une inclinaison de 11,5° par rapport à l'écliptique.

## Compléments